# George Gobel
George Gobel (ur. 20 maja 1919, zm. 24 lutego 1991) – amerykański aktor i komik.

## Filmografia
seriale
- 1950: The Jack Benny Program
- 1953: General Electric Theater jako Eddie Miller
- 1964: Daniel Boone jako Francis Clover
- 1974: Chico and the Man jako Joe Tubbs
- 1981: Harper Valley P.T.A jako Major Otis Harper, Jr

film
- 1958: I Married a Woman jako Marshall Mickey Briggs
- 1977: Benny and Barney: misja w Las Vegas jako Pijak
- 1984: The Fantastic World of D.C. Collins jako Bergman
- 1985: Alicja w Krainie Czarów jako Komar

## Wyróżnienia
Posiada swoją gwiazdę na Hollywoodzkiej Alei Gwiazd.